# 1968年メキシコシティーオリンピックのイラン選手団
1968年メキシコシティーオリンピックのイラン選手団（1968ねんメキシコシティーオリンピックのイランせんしゅだん）は、1968年10月12日から10月27日にかけてメキシコの首都メキシコシティーで開催された1968年メキシコシティーオリンピックのイラン選手団、およびその競技結果。

## 概要
今大会は金メダル2個、銀メダル1個、銅メダル2個の合計5個のメダルを獲得した。

## メダル
| メダル | 選手名                     | 競技                 | 種目                     |
| ------ | -------------------------- | -------------------- | ------------------------ |
| 金     | モハンマド・ナスィーリー   | ウエイトリフティング | 男子56kg級               |
| 金     | アブデュラ・モバヘッド     | レスリング           | 男子フリースタイル70kg級 |
| 銀     | パルヴィーズ・ジャライェル | ウエイトリフティング | 男子67.5kg級             |
| 銅     | [[]]                       | レスリング           | 男子フリースタイル57kg級 |
| 銅     | [[]]                       | レスリング           | 男子フリースタイル63kg級 |